# La Patinoire
Pour les articles homonymes, voir Patinoire.
Pour plus de détails, voir Fiche technique et Distribution.
La Patinoire est un film franco-belgo-italien réalisé par Jean-Philippe Toussaint et sorti le 5 mai 1999.

## Synopsis
Un tournage de film est réalisé dans une patinoire...

## Fiche technique
- Titre  original : La Patinoire
- Réalisation et scénario : Jean-Philippe Toussaint
- Photographie : Jean-François Robin
- Son : Philippe Baudhuin et Xavier Griette
- Montage : Ludo Troch
- Costumes : Éva Coen et Claire Gérard-Hirne
- Production : Pascal Judelewicz et Anne-Dominique Toussaint
- Société de production : Les Films des Tournelles, Les Films de l'Etang, Belbo Films
- Pays de production  :  France,  Belgique,  Italie
- Langue originale : français
- Genre : comédie dramatique
- Durée : 80 min
- Date de sortie : 5 mai 1999

## Distribution
- Tom Novembre : le réalisateur
- Dolores Chaplin : l'actrice
- Bruce Campbell : l'acteur
- Jean-Pierre Cassel : le directeur de la patinoire
- Marie-France Pisier : la productrice
- Mireille Perrier : l'assistante-réalisateur
- Gilbert Melki : la doublure actrice
- Pierre Belot : le banquier
- Paolo De Vita : le manager du festival italien
- Jean-Marc Declercq : l'arbitre
- Ilya Claisse : la jockey
- Michel D'Oz : le décorateur
- Dominique Deruddere : le chef-opérateur
- Eva Ionesco : l'éditrice

## Réception critique
Arnaud Viviant pour Les Inrockuptibles considère que La Patinoire, film à l'argument minimal, est cependant « un grand film comique » de même que Jacques Morice dans Télérama qui, bien qu'un peu moins enthousiaste souligne toutefois une « comédie surprenante, très fine et extravagante ».

## La Patinoire, «ciné-roman»
En avril 2019, paraît le livre La Patinoire qui au-delà de l'édition d'un simple scénario propose un « ciné-roman » – une version écrite de son long métrage – écrit par l'auteur-réalisateur sur son film sorti vingt ans auparavant.